# Anna Kournikova (ver informatique)
Le virus Anna Kournikova est un ver informatique apparu le 11 février 2001, créé par le développeur hollandais Jan de Wit. Il se présente sous la forme d'un courrier électronique contenant prétendument une photo d'Anna Kournikova. En réalité, le courrier électronique contient un programme malveillant qui dès son ouverture infecte l'ordinateur. Si l'utilisateur utilise Microsoft Outlook, le ver essaye ensuite de s'envoyer à toute la liste de contacts de l'infecté .
Comparativement au ver I Love You, sorti quelques mois plus tôt, Anna Kournikova n'est pas dangereux et ne fait aucun dégât.
Le ver aurait été créé très facilement  et se serait propagé via un NewsGroup . De Wit s'est rendu de lui-même à la police et fut condamné à 150 h de travaux d'intérêt général ou 75 jours de prison .

## Mode de propagation
Le ver est distribué sous forme de message en anglais indiquant dans son corps de message:
Hi: Check This!
L'intitulé du message se présente sous la forme : Here you have, ;O)
Le fichier joint s'appelle AnnaKournikova.jpg.vbs. Il ne s'agit donc pas d'une extension .jpg mais bien .vbs .

## Dans la culture populaire
L'épisode 23 de la saison 9 de la série Friends fait référence à ce virus .